# Junya Kato
Junya Kato (加藤 潤也 Kato Junya?), född 30 december 1994 i Hiroshima prefektur, är en japansk fotbollsspelare.
Kato började sin karriär 2017 i Gainare Tottori. Han spelade 58 ligamatcher för klubben. 2019 flyttade han till Thespakusatsu Gunma.